# Chionaema crasizona
Chionaema crasizona är en fjärilsart som beskrevs av Alfred Ernest Wileman och Reginald James West 1928.
Chionaema crasizona ingår i släktet Chionaema och familjen björnspinnare. Inga underarter finns listade i Catalogue of Life.